# سكك حديد مصر

شبكة سكك حديد مصر.

الهيئة القومية لسكك حديد مصر أو سكك حديد مصر تعرف اختصارًا باسم س ح م هي هيئة حكومية مصرية تابعة لوزارة النقل، تمتلك وتقوم على تشغيل خطوط السكك الحديدية المصرية، والتي تعد الثانية في العالم من حيث التأسيس بعد السكك الحديدية البريطانية. عانت البنية التحتية للسكك الحديدية المصرية من خلل في منظومة الصيانة والاحلال وتداعيات إهمال أصابها على مدى عقود فاتت بالتدهور وتسبب في عدة حوادث ضخمة، ويجري حالياً تنفيذ مشروع واسع لإحلال قاطراتها وعرباتها وتجديد السكك والمحطات وكهربة الخطوط والإشارات وكذلك إنشاء محطات جديدة.
يبلغ طول الشبكة الحديدية حتى سنة 2021 حوالي 9570 كم، منها حوالي 4872 كم تشكل مجموع أطوال الخطوط الطولى، و يبلغ عدد المحطات والمواقف (الهلتات) و نقط البلوك على الشبكة أكثر من 705 محطة، منها عشرون محطة رئيسية في عواصم المحافظات في الدلتا والقناة و الوجه القبلي، وبذلك تربط شبكة السكك الحديدية الوادي من أقصاة إلى أدناة على على طول أكثر من 1000 كيلو متر، و تصل الخطوط الحديدية بين معظم المراكز العمرانية و الاقتصادية في البلاد مثل الموانئ على البحرين الأحمر و المتوسط، و مراكز الشحن الخام و المصانع، فضلا عن جميع المدن و المراكز المصرية.

## التاريخ
تُعد سكك حديد مصر هي أول خطوط سكك حديد يتم إنشاؤها في أفريقيا والشرق الأوسط، والثانية على مستوى العالم بعد المملكة المتحدة، حيث بدأ إنشاؤها في 1834 إذ مدت قضبان خطوط السكة الحديد فعلا وقتها في خط السويس الإسكندرية إلا أن العمل ما لبث أن توقف بسبب اعتراض فرنسا لأسباب سياسية ثم أحييت الفكرة مرة أخرى بعد 17 عاما في 1851 في خمسينيات القرن التاسع عشر حيث تمتد عبر محافظات مصر من شمالها إلى جنوبها. وبدأ إنشاء أول خط حديدي في مصر يوم 12 يوليو عام 1851، و بدأ التشغيل في 1854 و مما يذكر أن المشرف على مشروع بناء السكك الحديدية المصرية آنذاك كان المهندس الإنجليزي روبرت ستيفنسون.

### 1877-1833
في عام 1833، فكر محمد علي باشا في بناء خط سكة حديد بين السويس والقاهرة لتحسين العبور بين أوروبا والهند. كان محمد علي قد باشر في شراء السكة عندما تم التخلي عن المشروع بسبب ضغط الفرنسيين الذين كانوا مهتمين ببناء قناة تصل البحر الأحمر بالمتوسط بدلاً من ذلك.
توفي محمد علي عام 1848، وفي عام 1851 تعاقد خليفته عباس الأول مع روبرت ستيفنسون -مهندس أول سكة حديد في مصر- لبناء أول خط سكة حديد قياسي في مصر. تم إفتتاح القسم الأول بين الإسكندرية على ساحل البحر الأبيض المتوسط وكفر الزيات على فرع رشيد على النيل عام 1854. كان هذا أول خط سكة حديد في الدولة العثمانية بالإضافة إلى إفريقيا والشرق الأوسط. وتولى مسئوليتها عبد الله الانكليزى باشا. وفي نفس العام توفي عباس وخلفه سعيد باشا، الذي إكتمل في عَهده القسم بين كفر الزيات والقاهرة عام 1856 تلاه امتداد من القاهرة إلى السويس عام 1858. أكمل هذا الخط أول مسار نقل حديث بين البحر الأبيض المتوسط والمحيط الهندي، حيث لم يكمل فرديناند دي ليسبس قناة السويس حتى عام 1869.
سعى خليفة سعيد إسماعيل باشا إلى تحديث مصر وأضاف الزخم لتطوير السكك الحديدية. في عام 1865 وصل فرع جديد إلى دسوق على نهر رشيد وإفتتح طريق ثانٍ بين القاهرة وطلخا، مما أعطي صلة مباشرة أكثر بين القاهرة والزقازيق. في العام التالي وصل فرع جنوبي طنطا بشبين الكوم. بدأت الشبكة بالإنتشار جنوباً على طول الجانب الغربي من النيل مع فتح الخط الفاصل بين إمبابة بالقرب من القاهرة والمنيا عام 1867. تمت إضافة فرع قصير للفيوم عام 1868. تم الإنتهاء من الخط الفاصل بين الزقازيق والسويس في نفس العام. في العام التالي، إمتد الخط المؤدي من طلخا إلى دمياط على ساحل البحر الأبيض المتوسط وإفتُتِح فرع إلى الصالحية.
لم يكن لإمبابة أي جسر للسكك الحديدية فوق النيل إلى القاهرة حتى عام 1891. أحرز الخط باتجاه الجنوب تقدمًا أبطأ، حيث وصل إلى أسيوط عام 1874. على الضفة الغربية حتى نجع حمادي ومنها يذهب على الضفة الشرقية لنهر النيل حتى أسوان. ربط خط أقصر بإتجاه الجنوب مدينة القاهرة بطرة في عام 1872 وإمتد إلى حلوان في عام 1875. في دلتا النيل في نفس العام وصل فرع قصير إلى كفر الشيخ وفي عام 1876 تم الإنتهاء من خط على طول ساحل البحر الأبيض المتوسط يربط بين المحطة في الإسكندرية ورشيد.

### 1888-1877
بحلول عام 1877، كان لدى مصر شبكة من الخطوط الرئيسية وكانت دلتا النيل تمتلك شبكة جيدة، ولكن مع هذا الاستثمار وغيره من الاستثمارات التنموية، تسبب إسماعيل في إغراق البلاد بالديون. خلال الـخمس وعشرون عامًا الأولى من تشغيلها، لم تُصدر هيئة السكك الحديدية الوطنية في مصر تقريرًا سنويًا. تم تعيين مجلس إدارة من أعضاء مصريين وبريطانيين وفرنسيين في عام 1877 لترتيب شؤون السكك الحديدية. قاموا بنشر أول تقرير سنوي لها في عام 1879، وفي نفس العام، قامت الحكومة البريطانية بخلع إسماعيل باشا ونفيه وإستبداله بابنه توفيق باشا. في عام 1882، غزا البريطانيون مصر وإحتلوها.
مع هذه التطورات، ظلت شبكة السكك الحديدية التابعة لإدارة السكك الحديدية المصرية في حالة ركود حتى عام 1888، ولكنها أيضًا جعلت إدارتها في وضع أفضل بكثير. وفي عام 1883 عينت الشبكة فريدريك هارفي تريفيثيك، ابن شقيق فرانسيس تريفيثيك، رئيسًا للمهندسين الميكانيكيين. وجد تريفيثيك أسطولًا غير مُتجانس يَضم ما يصل إلى 246 قاطرة بخارية من العديد من التصميمات المختلفة من بناة مختلفين جدًا بالمقارنة بإنجلترا واسكتلندا وفرنسا والولايات المتحدة الأمريكية. أدى عدم وحدة المعايير في توحيد القاطرات أو المكونات إلى تعقيد صيانة القاطرات وتشغيل السكك الحديدية. من 1877 إلى 1888، كافحت الشركة حتى لمواكبة الصيانة الأساسية ولكن بحلول عام 1887 تمكن تريفيثيك من بدء برنامج لتجديد أسطول القاطرات المختلط للغاية.

### 1888–1967
بحلول عام 1888، كان نظام الشركة في وضع أفضل ويمكنه إستئناف توسيع شبكته. في عام 1890 إفتُتِح خط ثانٍ بين القاهرة وطره. في 15 مايو 1892، تم بناء كوبري إمبابة عبر النيل ليربط القاهرة بالخط الجنوبي الذي يتبع الضفة الغربية للنهر. المهندس المدني للجسر كان غوستاف إيفل. (تم إصلاحه وتجديده في عام 1924 ولا يزال جسر السكك الحديدية الوحيد عبر النيل في القاهرة). أُعيد بناء محطة مصر الرئيسية في القاهرة في عام 1892. وتم تمديد الخط الجنوبي من أسيوط إلى جرجا في عام 1892، نجع حمادي عام 1896، وقنا عام 1897 والأقصر وأسوان عام 1898. مع إكتمال خط السكة الحديد، بدأ البناء في نفس العام في أول سد أسوان وسد أسيوط، وهي العناصر الرئيسية لخطة بدأتها الحكومة في عام 1890 لتحديث الزراعة في مصر وتطويرها بشكل كامل، لزيادة التصدير والقدرة علي سداد ديون الدائنين الأوروبيين.
في الشمال عام 1891 تم فتح خط ربط بين دمنهور ودسوق. تم مد الخط من شبين الكوم جنوبًا إلى منوف في نفس العام. بحلول ذلك الوقت، وصل خط عبر دلتا النيل من تقاطع شمال طلخا على الخط المؤدي من دمياط إلى بيالا. بحلول عام 1898، وصل هذا إلى كفر الشيخ، وإستكمل طريقًا أكثر مباشرة بين دمياط والإسكندرية. تم الإنتهاء من امتداد هام على طول الضفة الغربية لقناة السويس يربط الإسماعيلية والقنطرة غرب ببورسعيد عام 1904. بعد ذلك، كان توسع الشبكة ببطأ، لكن تم الإنتهاء من خطين قصيرين لربط شمال القاهرة في عام 1911 تلاهما خط بين الزقازيق وزفتى في عام 1914.
تم الانتهاء من أول جسر سكة حديد الفردان فوق قناة السويس في أبريل 1918 لصاح سكة حديد فلسطين العسكرية. كان الجسر يُعتبر عائقًا أمام الشحن البحري، لذا تمت إزالته بعد الحرب العالمية الأولى. خِلال الحرب العالمية الثانية، تم بناء جسر فولاذي مُتأرجح في عام 1942، ولكن تم تدميره بواسطة باخرة وتمت إزالته في عام 1947. تم الإنتهاء من جسر التأرجح المزدوج في عام 1954، لكن الغزو الإسرائيلي لسيناء عام 1956 قطع حركة السكك الحديدية عبر القناة للمرة الثالثة. تم الإنتهاء من الجسر البديل في عام 1963 ولكن تم تدميره في حرب 1967. تم الإنتهاء من جسر التأرجح المزدوج الجديد في عام 2001 وهو أكبر جسر متأرجح في العالم. ولكن أدى بناء تفريعة قناة السويس الجديدة منذ ذلك الحين إلى فصل سيناء عن بقية شبكة السكك الحديدية في مصر مرة أخرى. بدلاً من الجسر، يتم التخطيط لنفقين للسكك الحديدية تحت القناة، أحدهما بالقرب من الإسماعيلية والآخر في بورسعيد.

### العصر الحديث

خريطة مفصلة لخطوط السكة الحديد بالوجه البحري

عانت البنية التحتية للسكك الحديدية المصرية من خلل في منظومة الصيانة والاحلال وتداعيات إهمال أصابها على مدى عقود فاتت بالتدهور وتسبب في عدة حوادث ضخمة، ويجري حالياً تنفيذ مشروع واسع لإحلال قاطراتها وعرباتها وتجديد السكك والمحطات وكهربة الخطوط والإشارات وكذلك إنشاء محطات جديدة، تشمل خطة وزارة النقل، وتطوير البنية التحتية من نظم الإشارات بجميع الخطوط الرئيسية بتكلفة 9.8 مليار جنيه للمرحلة الأولى، وازدواج الخطوط المفردة عالية الكثافة وكهربة إشاراتها بتكلفة 37 مليار جنيه، وكذلك إنشاء خطوط جديدة لخدمة الركاب والبضائع والربط مع دول الجوار بتكلفة 67.1 مليار جنيه لتصل التكلفة الإجمالية لمشروعات الإشارات والازدواج والخطوط الجديدة إلى 114 مليار جنيه.

## البنية التحتية

### نظام الإشارات
- خطوط تعمل بنظام إشارات كهربائية 15%
- خطوط تعمل بنظام إشارات ميكانيكية 85%[12]

### كبارى وأنفاق
- عدد 885 كوبري ونفق
- كباري للسكة الحديد على النيل والمجاري المائية 511 كوبري
- كباري أعلى السكة الحديد للسيارات 58 كوبري
- أنفاق للسيارات والمشاة 137 نفق
- كباري علوية للمشاة 137 كوبري

### ورش الصيانة
من أكبر الورش التابعة لهيئة السكك الحديدية ورشة فراز القاهرة الواقعة بمنطقة الشرابية كوبرى أبو وفية و مساحتها ما يزيد عن 308 فدان و قد أسست الورشة في النصف الثاني من الثمانينات بالقرن التاسع عشر.

### الأسطول
- 342 قاطرة ألماني من طراز هينشيل، قدرة 2475 حصان
- 45 قاطرة كندي، قدرة 2475 حصان
- 30 قاطرة أمريكي، قدرة 1850 حصان
- 253 قاطرة كندي، قدرة 1650 حصان
- 30 قاطرة مناورة أسباني، قدرة 1200 حصان
- 80 قاطرة أمريكي جديدة من طراز جنرال إلكتريك للنقل، قدرة 4000 حصان
- 40 قاطرة أمريكي جديدة من طراز EMD، قدرة 3245 حصان
- 20 قاطرة أمريكية جديدة من طراز وابتك.
- 820 الإجمالي

## الخدمات

### نقل الركاب

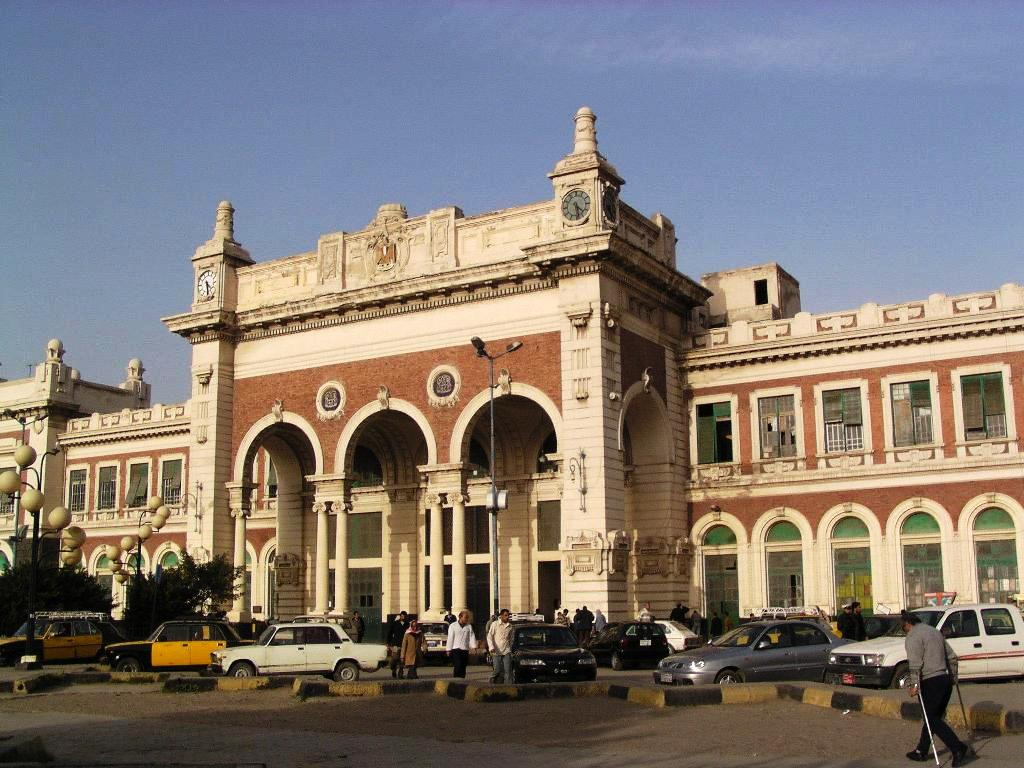
محطة مصر (الإسكندرية)

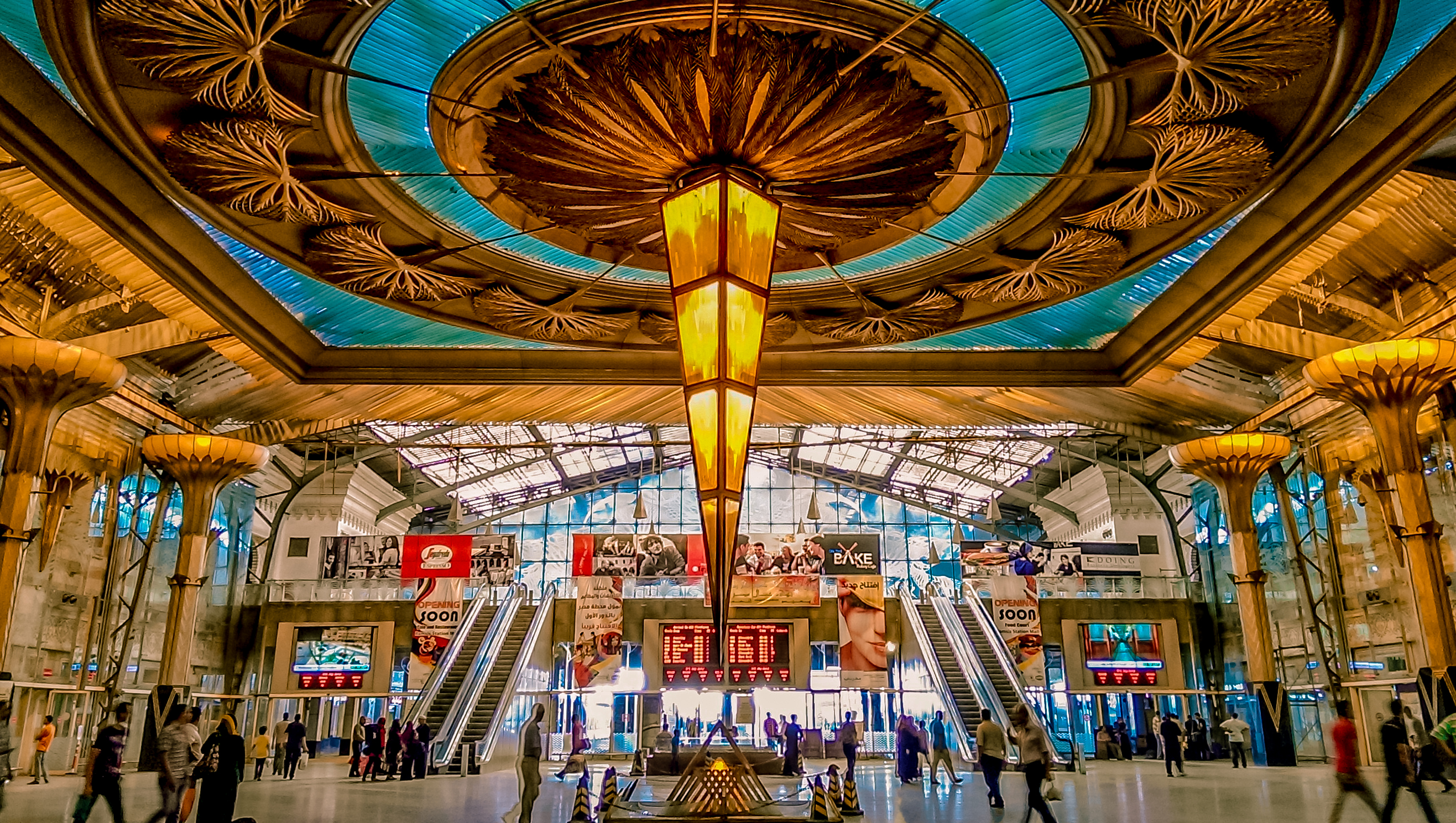
محطة مصر (القاهرة)

توفر الهيئة لجمهورها خدمة النقل بشقيها: نقل الأشخاص و نقل البضائع، و لتحقيق ذلك و لتلبية كل الاحتياجات، فإن الهيئة تقوم فيما يخص خدمة نقل الركاب بتسيير قطارات سريعة فاخرة بالدرجتين الأولى و الثانية مكيفة الهواء (جميع الخطوط)، و قطارات توربينية فاخرة (خط القاهرة - الإسكندرية)، و قطارات نوم فاخرة (طوال العام للوجه القبلي و صيفية من القاهرة إلى مرسى مطروح).
و فيما يختص بنقل البضائع توفر الهيئة نوعين من الخدمة: خدمة نقل البضائع بالمستعجل على قطارات الركاب نفسها لبعض أنواع السلع (العفش، الطرود، وسائل النقل الخفيف، الأطعمة...). و خدمة النقل لغير المستعجل على قطارات نقل البضائع و التي تواصل الهيئة دعمها باستمرار من حيث تزويدها بالجرارات الحديثة ودعم أسطول عرباتها بالأنواع الجديدة ذات الأحمال الكبيرة، و من السلع التي يتم نقلها بهذه القطارات: الغلال السائبة و المعبئة، الفحم، قصب السكر و منتجاته، منتجات البترول وخام الحديد وخام الفوسفات و الأسمدة المصنعة و الملح و الأحجار بأنواعها. و مع الاتجاهات الجديدة بخصوص تحويل قطاع الخدمات إلى مراكز إنتاجية يجب أن تستقل اقتصاديا و توفر مصادر تمويلها و تحقق أرباحا، تستمر سكك حديد مصر في أداء دورها الاجتماعي في دعم المواطنين محدودي الدخل، فإلى جانب الخدمات المتميزة التي توفرها للقادرين تستمر سكك حديد مصر في تشغيل عربات الدرجة الثانية و الثالثة التي تخدم قطاعات عريضة من المواطنين بأسعار مخفضة، كما توالي الهيئة تطوير هذه العربات لتحقيق مزيد من الراحة للمسافرين (و من ذلك تطوير دورات المياه بها لتكون من الصلب غير القابل للصدأ و الذي يتحمل الخدمة الشاقة، و تعديل النوافذ و المقاعد لمزيد من الراحة و الاحتمال و غير ذلك من نواحي التطوير). ذلك فضلا عن التيسيرات و التخفيضات المتنوعة للمجموعات.
يبلغ حجم نقل الركاب بالسكك الحديدية المصرية ما يقرب من 1.4 مليون راكب يوميا
و يبلغ أسطول نقل عربات الركاب 3500 منهم 850 عربة مكيفة خدمة النقل على شبكة خطوط سكك حديد مصر بنوعيات مختلفة من القطارات، تتراوح سرعتها من 90 إلى 120 كيلومتر/ ساعة قطارات نوم سريعة وقطارات أولى وثانية مكيفة فاخرة قطارات مميزة قطارات مطورة قطارات ركاب ضواحي، متوسط سرعتها 90 كيلومتر/ ساعة

### نقل البضائع
- لا توجد إحصائيات دقيقة و لكن يمكن تقديرها من سجلات مصنع سيماف أنها حوالي 15000 عربة تنقل حوالى 12 مليون طن سنويا.

## حوادث القطارات
هي حوادث القطارات الواقعة على سكك الحديد المصرية ومن أشهرها:
- مارس 2023: حادث قطار قليوب 2023.
- فبراير 2019: حادث محطة رمسيس الذي أودى بحياة أكثر من 20 شخصا وإصابة أكثر من 45 آخرين.
- نوفمبر 2013: حادث قطار دهشور الذي أودى بحياة أكثر من 30 شخصا وإصابة 20 آخرون.
- يوليو 2013: لقي اثنان من المواطنين بالسويس مصرعهما بسبب اصطدام قطار السويس- الإسماعلية بسيارة ملاكي في مزلقان العمدة بحي الجناين بالسويس
- يوليو 2013: لقي طالب مصرعه بعد أن صدمه القطار رقم 887 أسوان ـ القاهرة، أثناء عبوره شريط السكة الحديد، بالمزلقان الأوسط، بمدينة طهطا بسوهاج.
- يناير 2013: قطار يصدم تاكسي ومقتل 4 اشخاص في الحادث بينهم طفلة في مزلقان ارض اللواء بالجيزة
- يناير 2013: 19 مجندًا لقوا مصرعهم، وأصيب 117 آخرون بعد انفصال عربتين بقطار يستقله عدد من المجندين وسقوطهما على القضبان في البدرشين
- نوفمبر 2012: حادث قطار منفلوط الذي أودى بحياة 52 طفل واصابة 17 آخرون.
- نوفمبر 2012: حادث قطار الفيوم الذي أودى بحياة 4 أشخاص وجرح العشرات.
- أكتوبر 2009: حادث قطار العياط
- فبراير 2002: حادث قطار الصعيد والذي أودى بحياة 361 شخصاً.
- نوفمبر 1999: اصطدام قطار بين القاهرة والإسكندرية بشاحنة وخروجه عن القضبان مما أسفر عن مقتل 10 واصابة 7 آخرين.
- أبريل 1999 : مقتل 10 على الأقل واصابة 50 شمالي مصر بعد اصطدام قطارين.
- أكتوبر 1998 : حادث خروج قطار عن القضبان بالقرب من الإسكندرية والذي أودى بحياة 50 شخص وإصابة أكثر من 80 في
- فبراير 1997 : مقتل 11 على الأقل بعد اصطدام قطارين شمالي أسوان بسبب خطا بشري وخلل في أجهزة الإشارات.
- ديسمبر 1995: اصطدام قطار بمؤخرة آخر وسط ضباب كثيف يؤدي إلى مصرع 75 مسافرا، وتحميل السائق المسؤولية لزيادة سرعة القطار عن الحد المسموح به.
- ديسمبر 1993: مقتل 12 وإصابة 60 في تصادم قطارين على بعد 90 كيلومترا شمالي القاهرة.
- فبراير 1992: اصطدام قطارين يقتل 43 خارج القاهرة

## الشركات التابعة
- شركة تكنولوجيا معلومات النقل (ترانس آى تى)
- شركة السكك الحديدية للخدمات المتكاملة وأعمال التأمين والنظافة
- شركة أم أو تي للاستثمار والمشروعات
- الشركة المصرية للصيانة وخدمات السكك الحديدية
- المركز الطبي لسكك حديد مصر.
- الشركة الوطنية لإدارة خدمات عربات النوم والخدمات الفندقية والسياحية
- الشركة المصرية لتجديد وصيانة خطوط السكك الحديدية
- الشركة المصرية الفرنسية لتجديد وصيانة خطوط السكك الحديد.[16][17][18]

## معرض صور

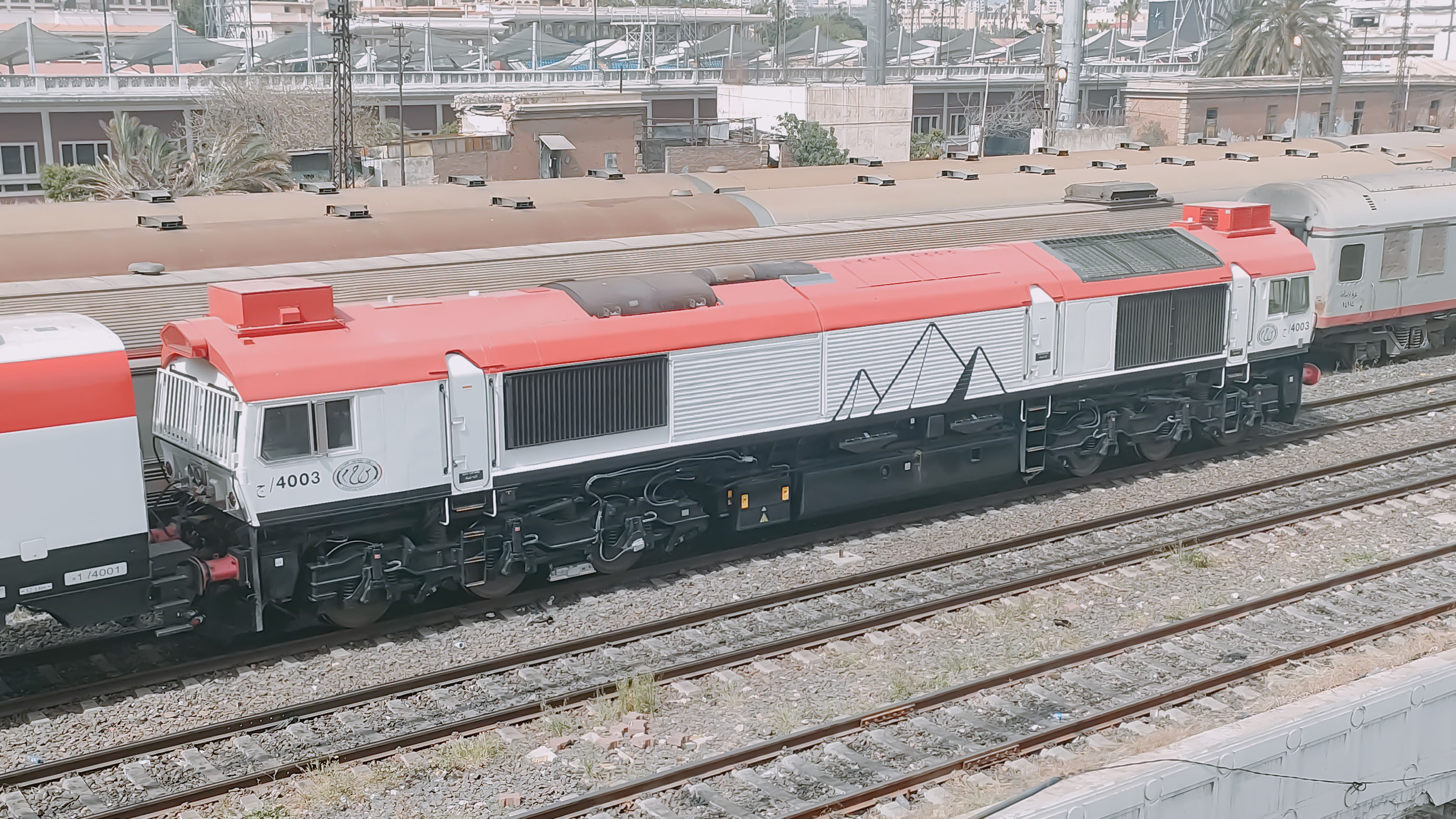
جرار من طراز Class 66
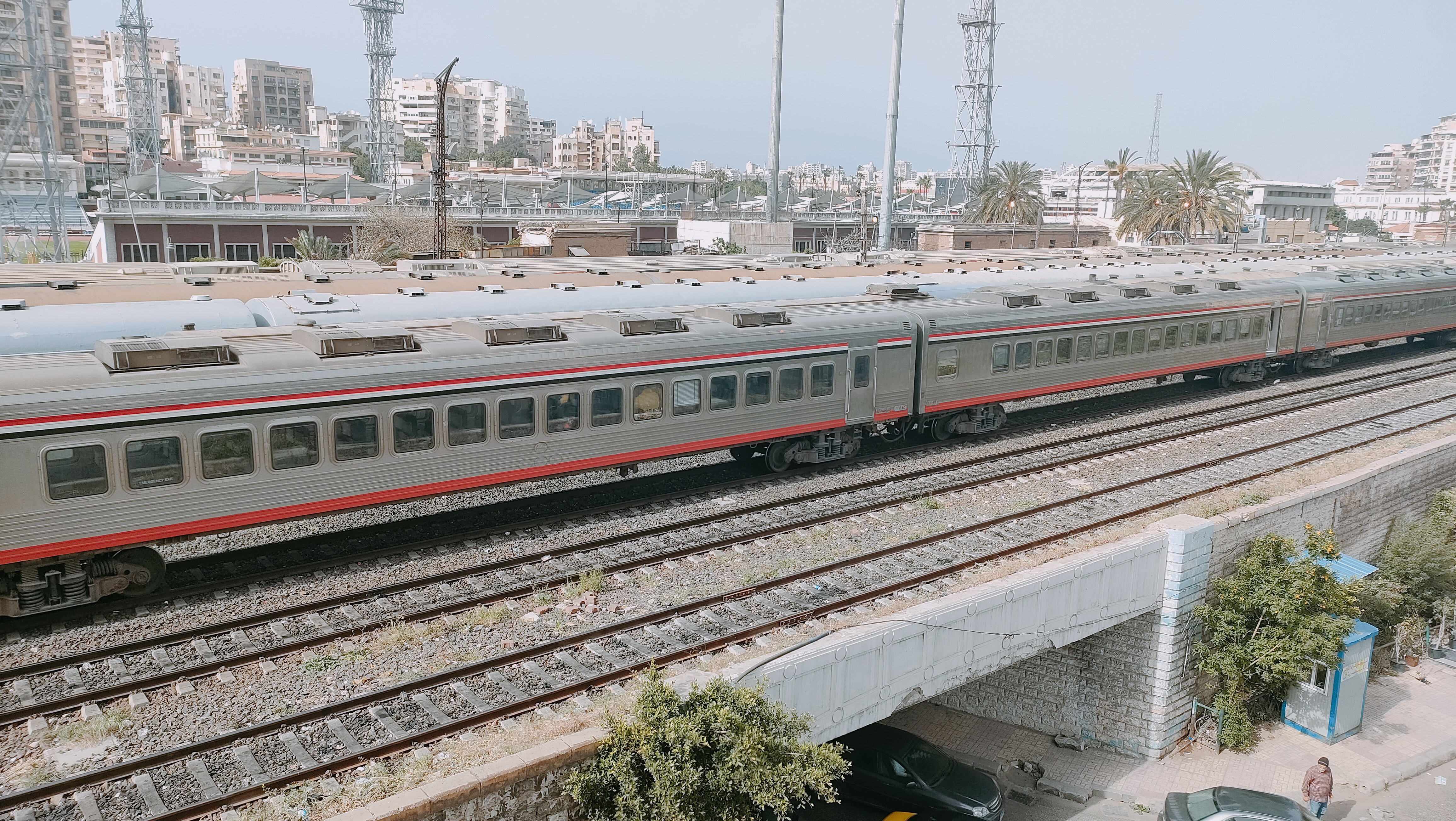
عربات قطار VIP
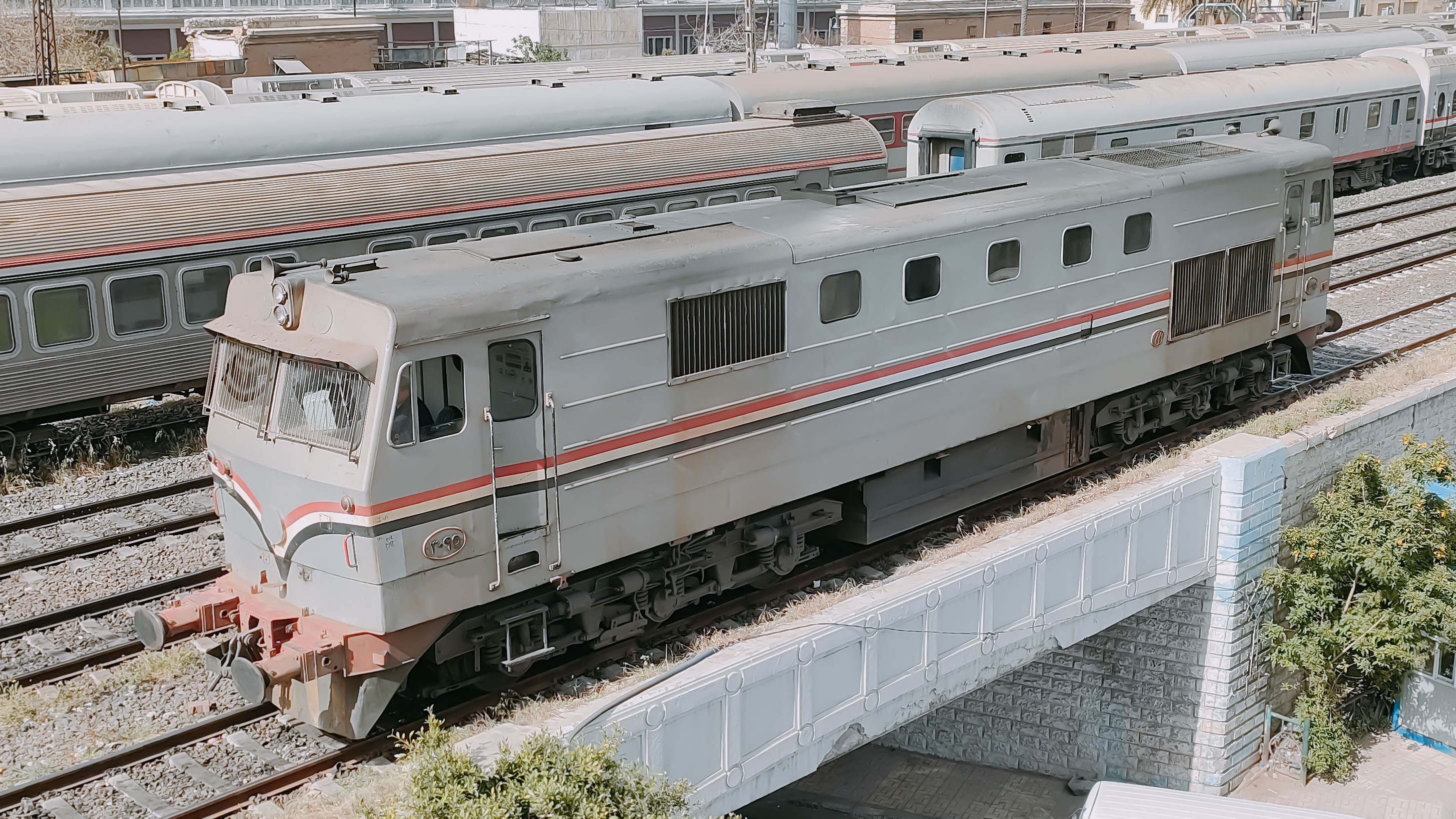
جرار من طراز هنشل
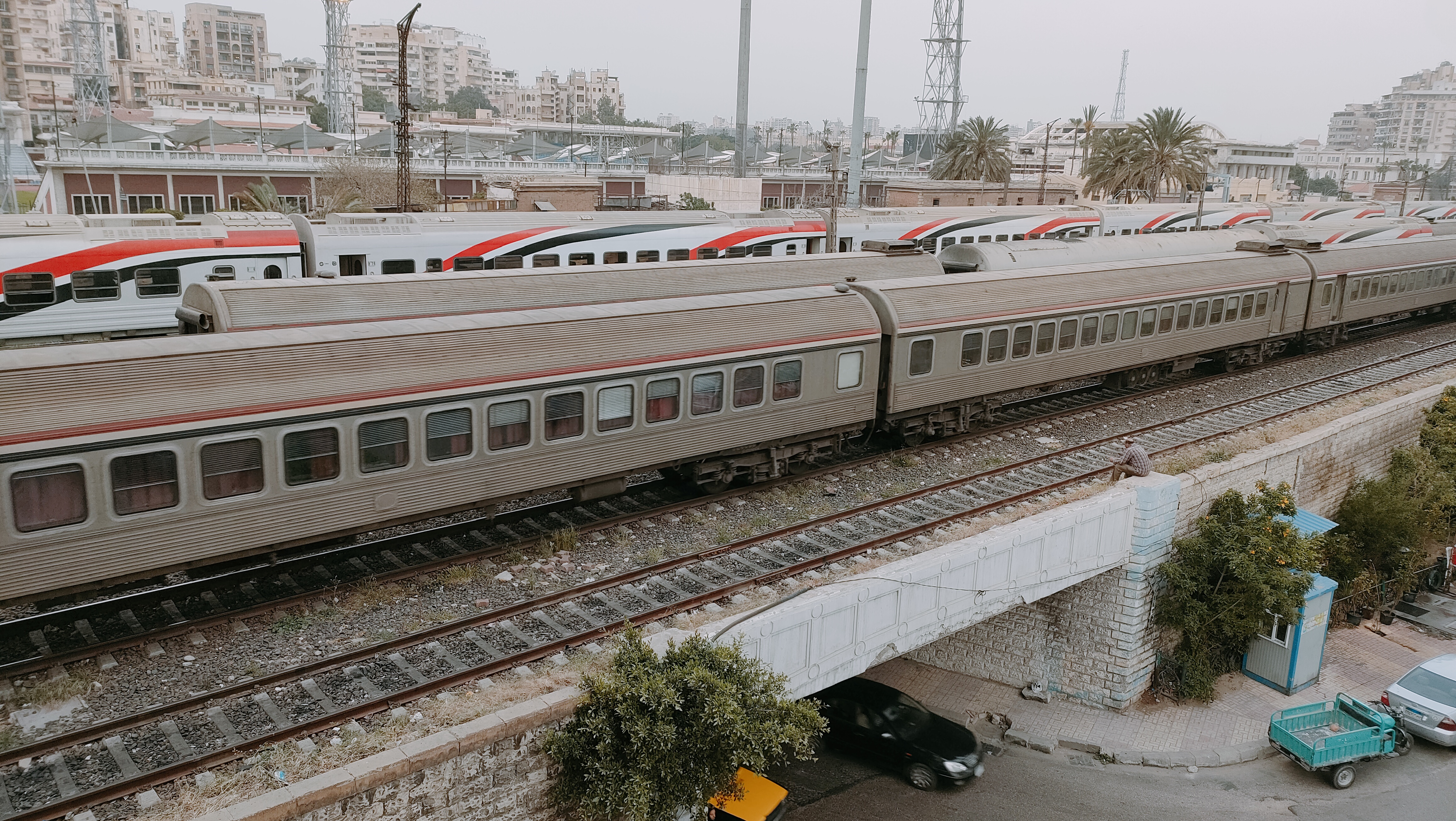
عربات قطار فرنسية
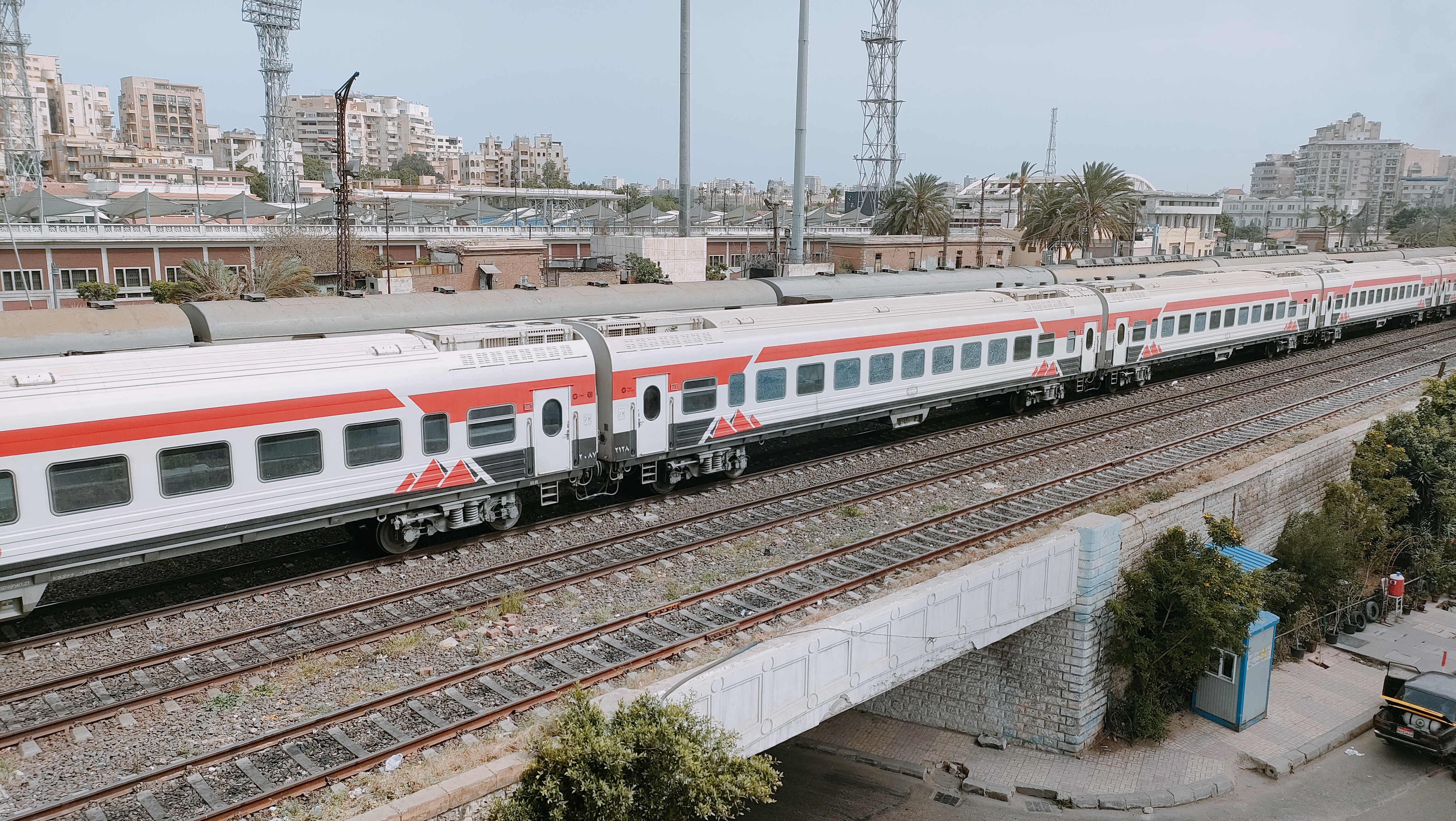
عربات قطار روسية مكيفة
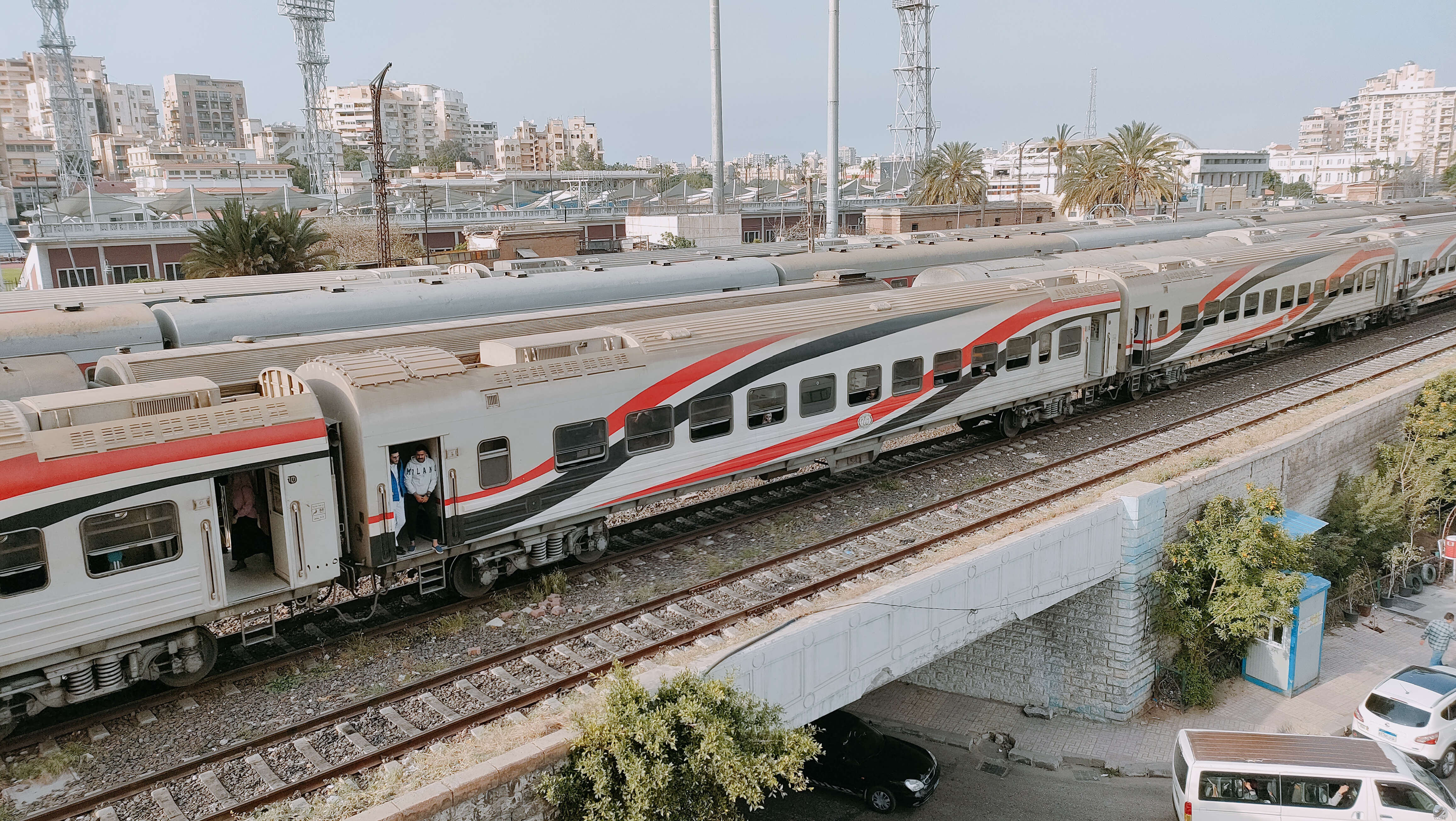
عربات قطار روسية عادية
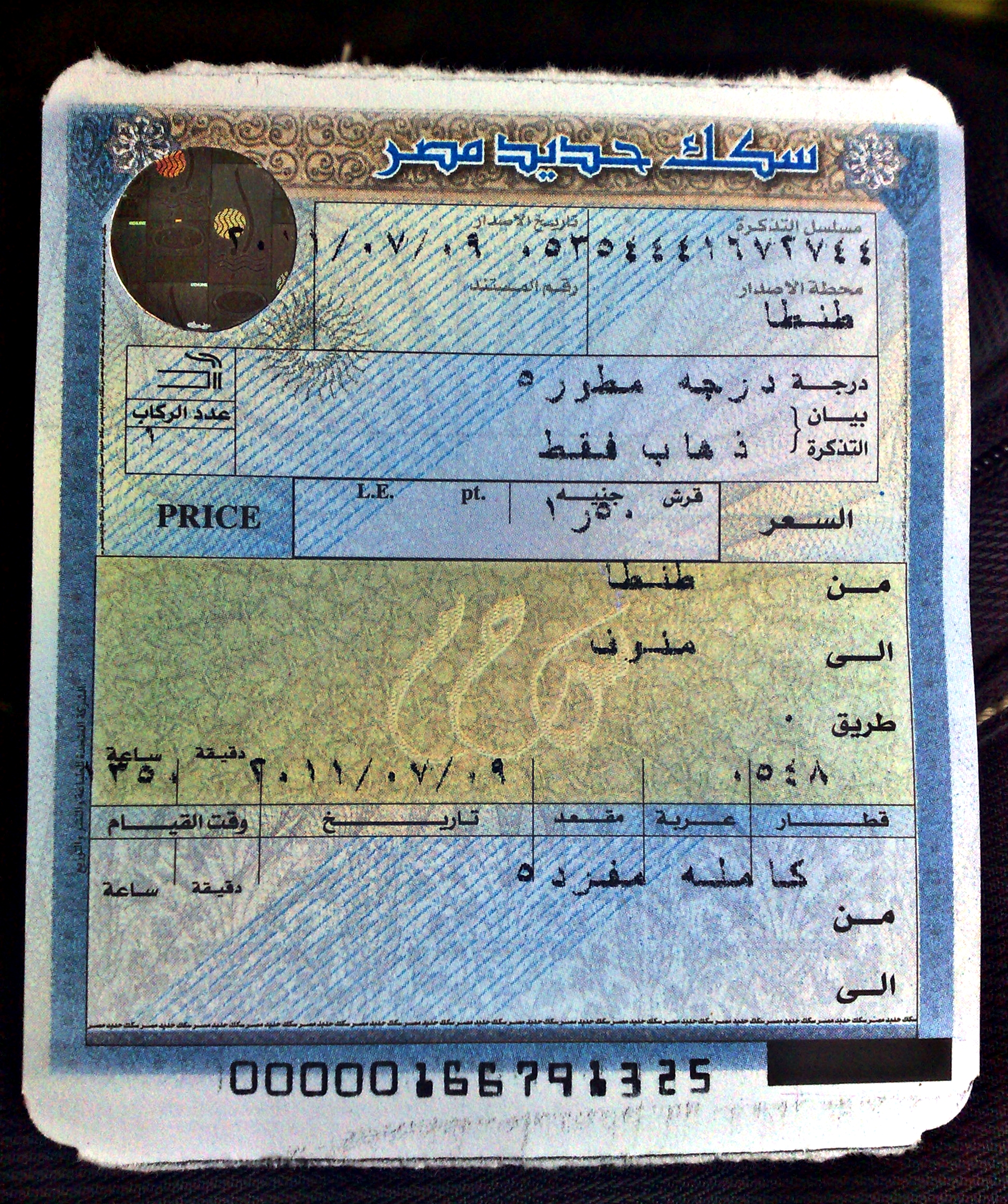
تذكرة ركاب
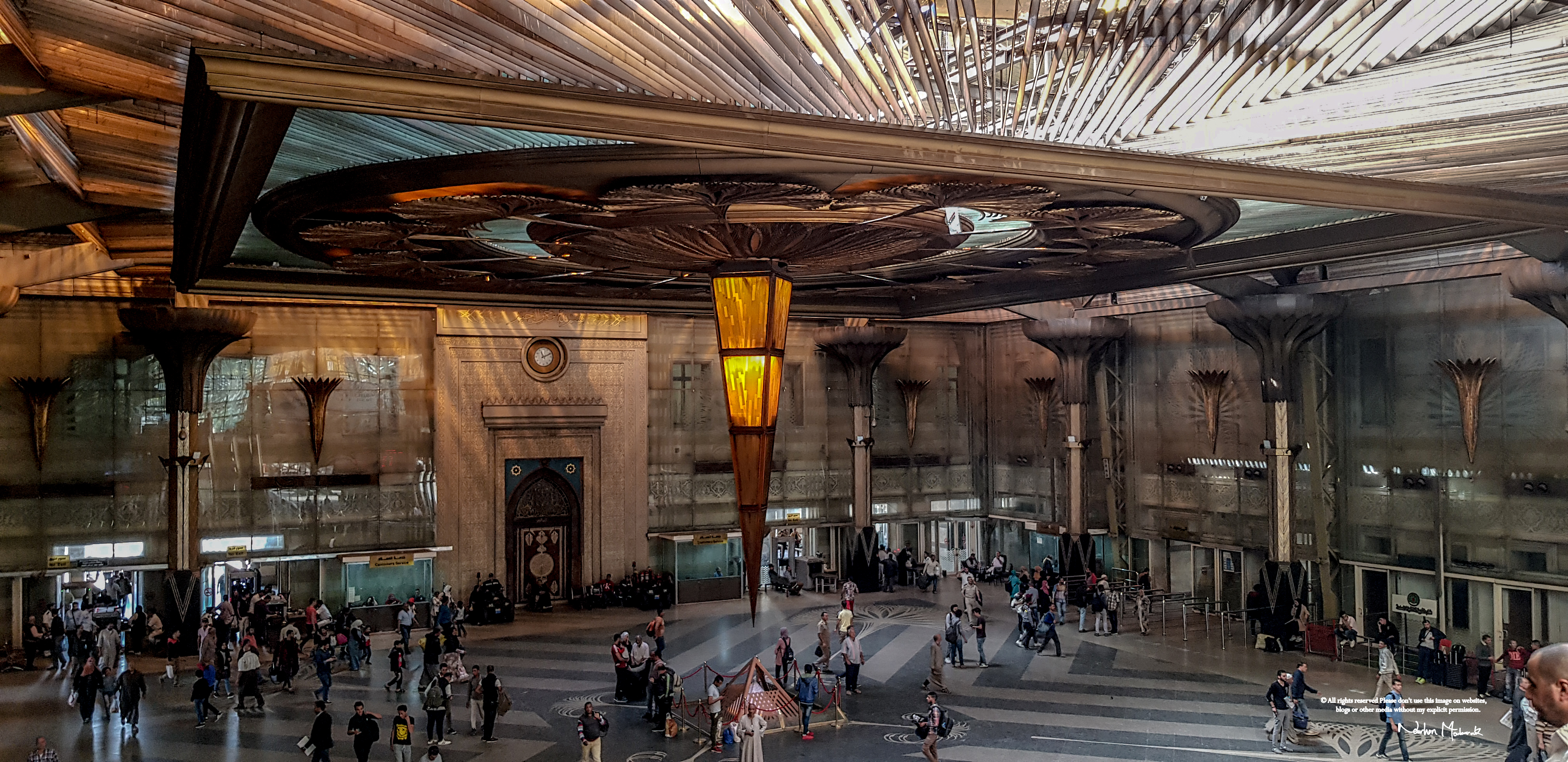
RAMSIS REAILWAY STAITION
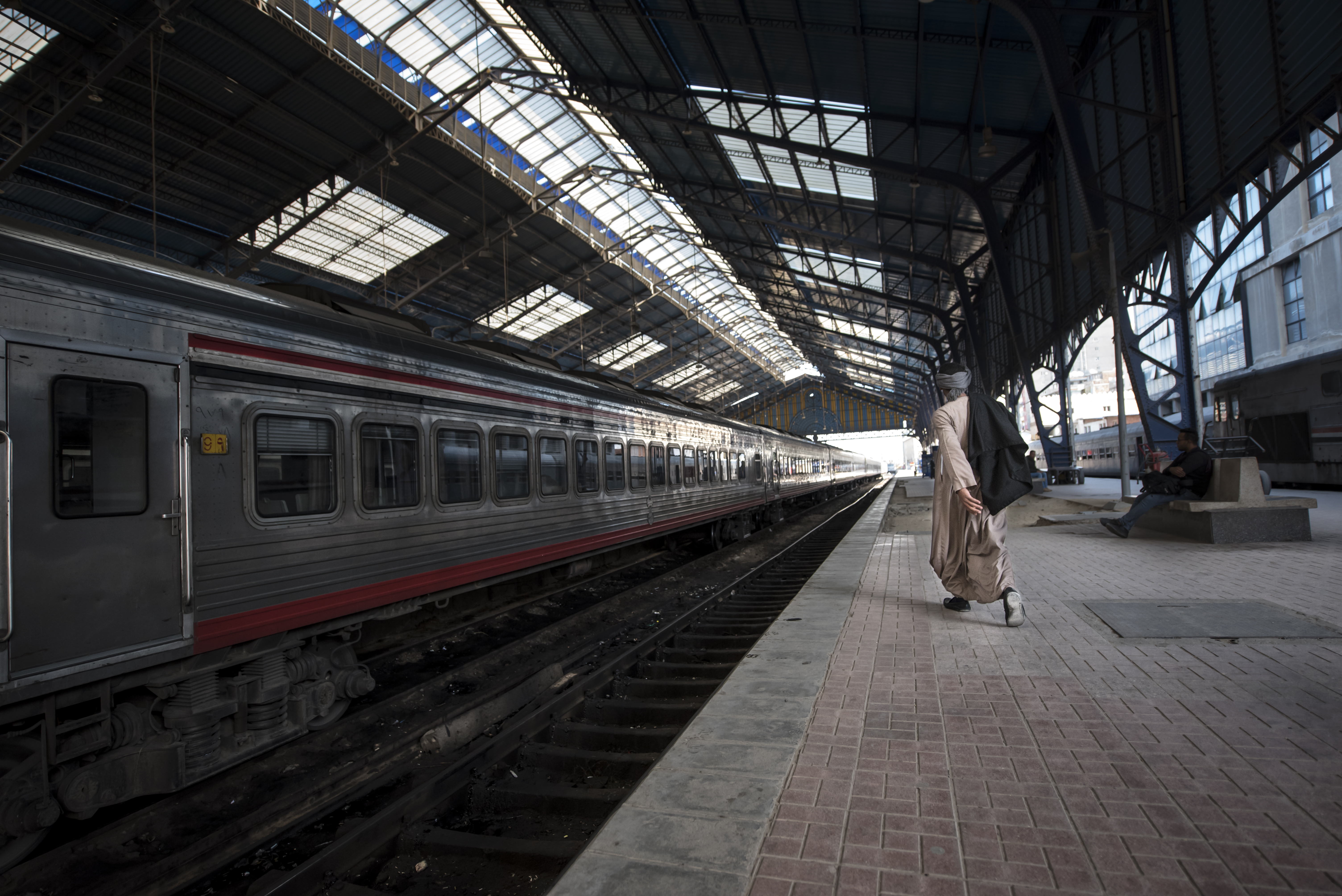
محطة قطار REAIN SATAION
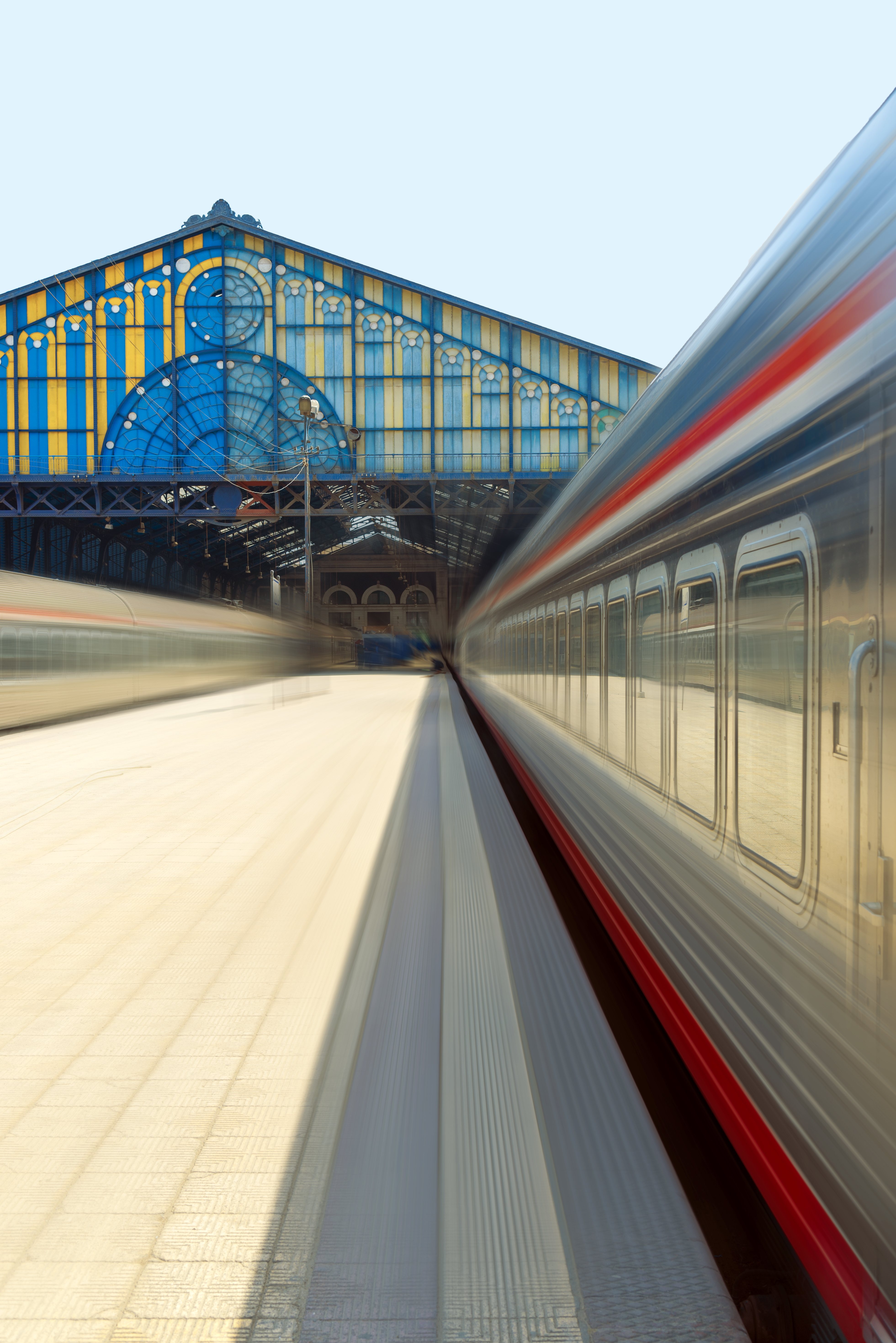
قطار VIP
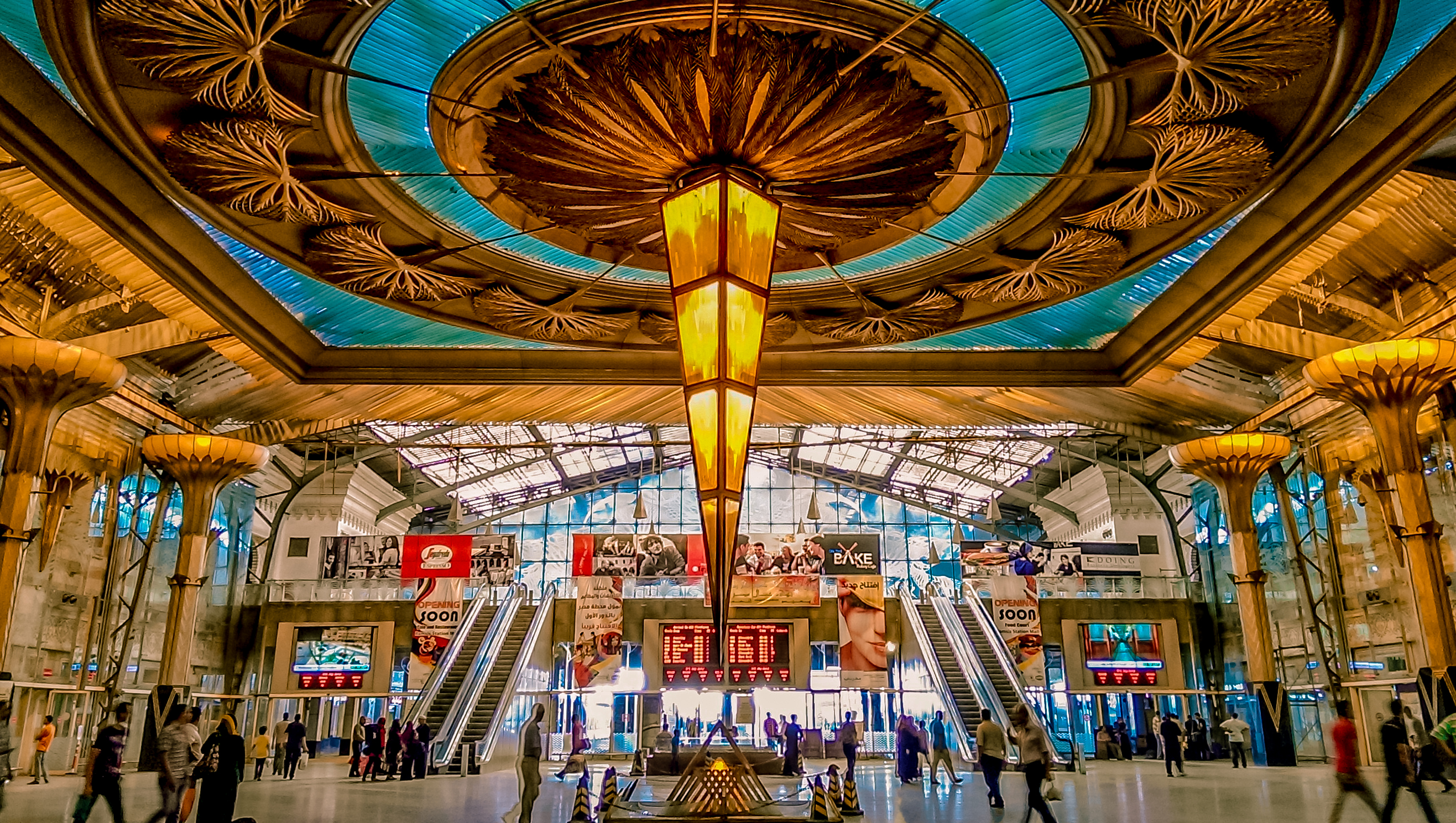
Ramses-Station
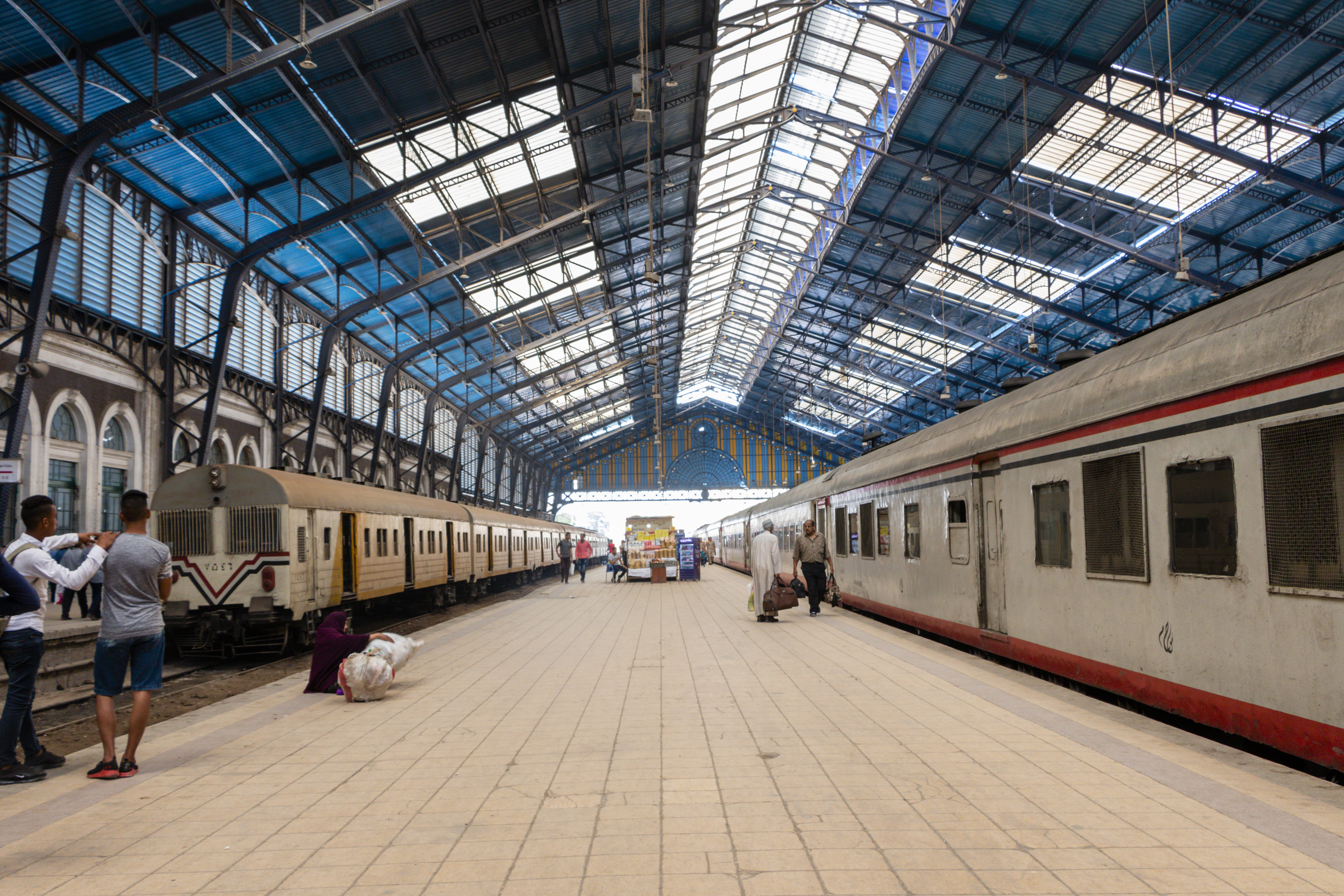
Egyptian Railways.RAMSIS ST
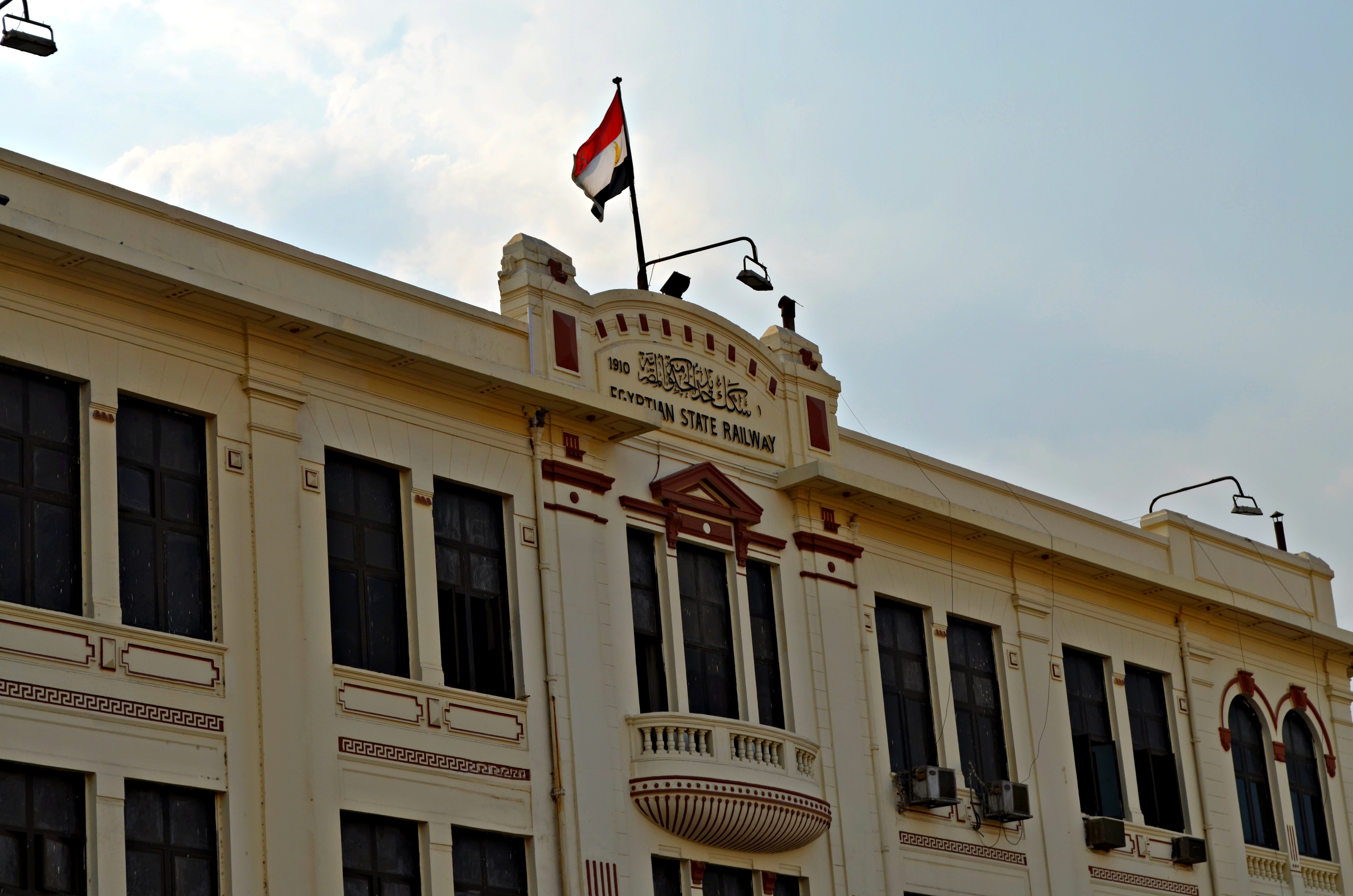
Egyptian State Railway, Cairo
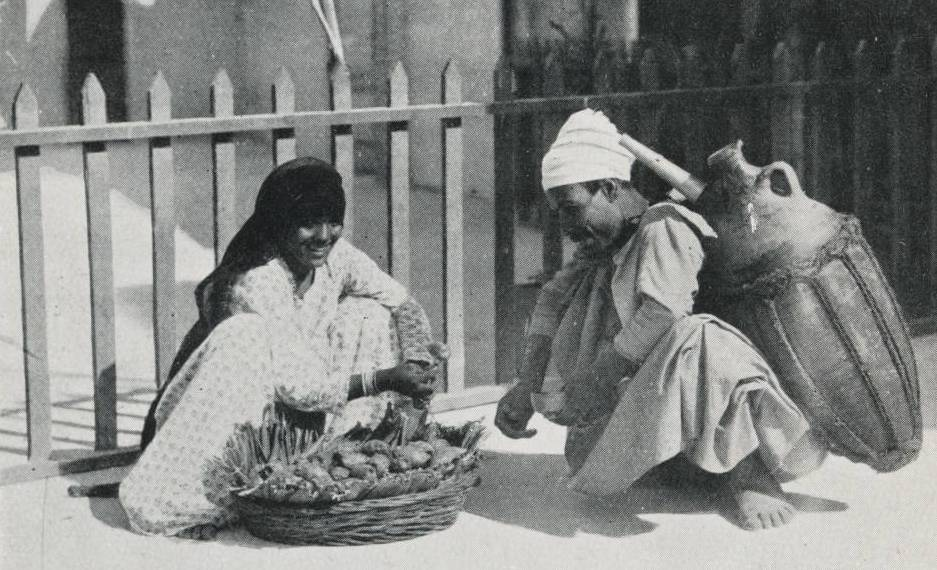
لعبت و لا زالت سكة الحديد دورا هاما في الثقافة و الاقتصاد، و يظهر في الصورة الراجعة إلى عام 1906م بائعة فاكهة و سقاء على رصيف محطة سكة حديد.
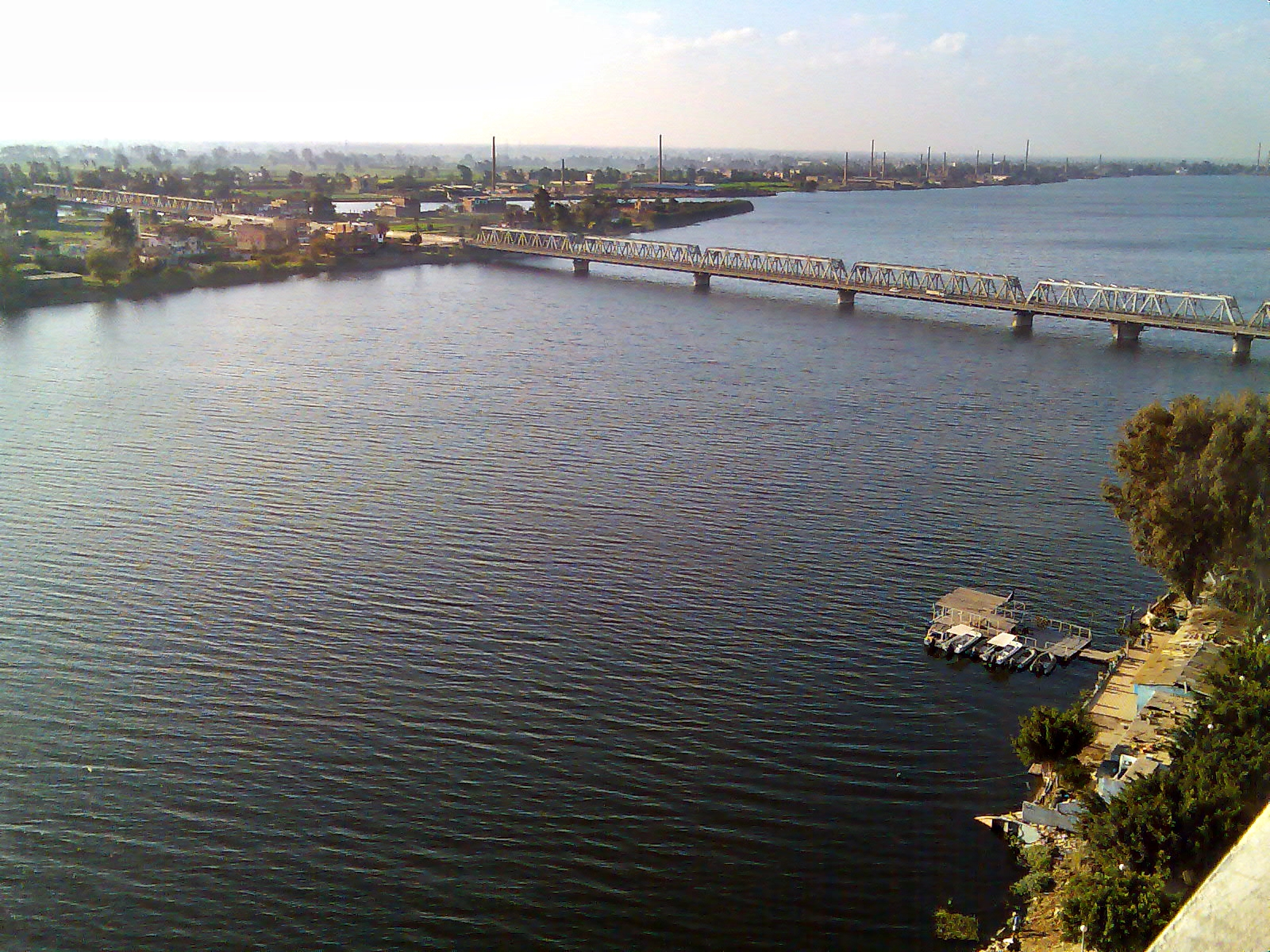
جسر السكة الحديد بدسوق.
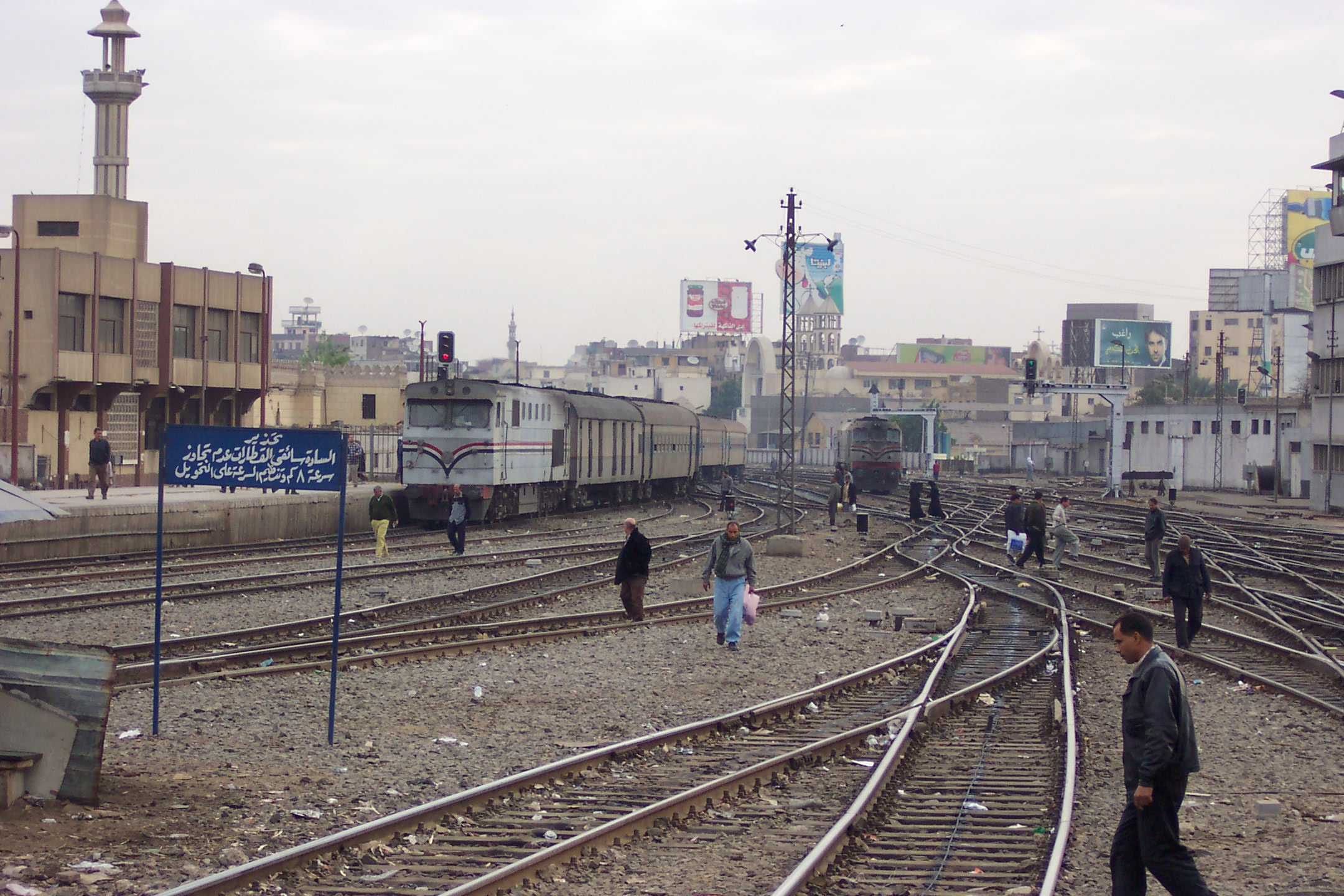
خطوط السكك الحديدية أمام محطة القطارات الرئيسية بالقاهرة.
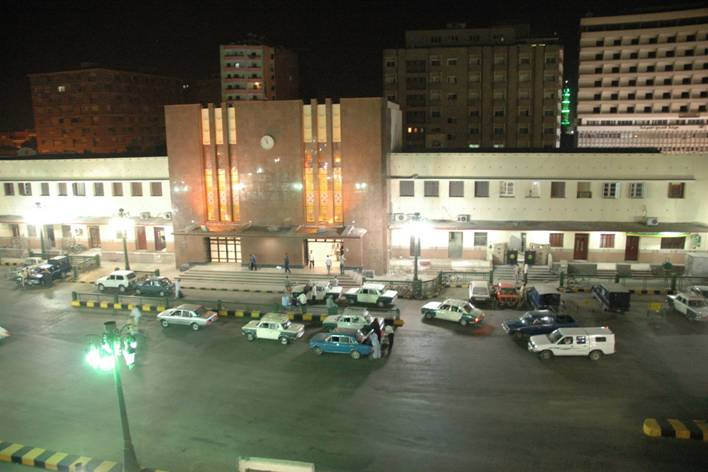
محطة السكة الحديد - أسيوط.

## وصلات خارجية
- الموقع الرسمي